# István Csurka

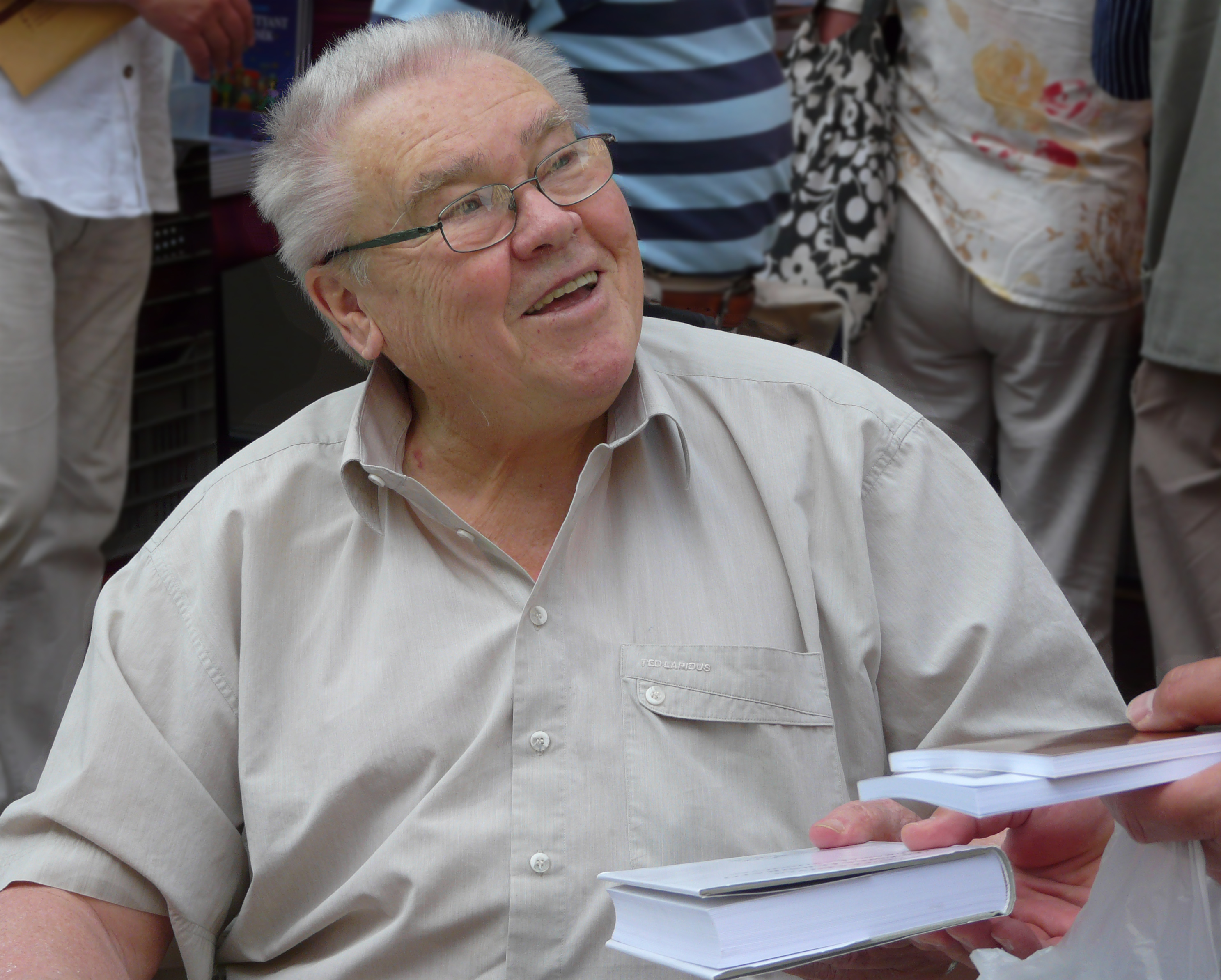
István Csurka

István Csurka (Boedapest, 27 maart 1934 – aldaar, 4 februari 2012) was een Hongaarse journalist, schrijver en politicus aan de rechterzijde van het politiek spectrum.
Tot de val van het communisme in 1989 was Csurka een van de meest succesvolle Hongaarse toneelschrijvers. Vervolgens werd hij politicus. Sinds oktober 1994 was Csurka voorzitter van de Hongaarse Partij voor Gerechtigheid en Leven (MIÉP), een extreemrechtse partij. Hij kwam geregeld in het nieuws door uitingen van antisemitisme en vreemdelingenhaat en wierp zich op als vertegenwoordiger van de ongeveer 3 miljoen Hongaren die door het Verdrag van Trianon uit 1920 niet meer binnen de Hongaarse staatsgrenzen leven.
Csurka stierf op 77-jarige leeftijd na een lang ziekbed in een ziekenhuis in Boedapest.